# Hybomys
Hybomys (Thomas, 1910) è un genere di Roditori della famiglia dei Muridi.

## Descrizione

### Dimensioni
Al genere Hybomys appartengono roditori di medie dimensioni, con lunghezza della testa e del corpo tra 82 e 160 mm, la lunghezza della coda tra 83 e 154 mm e un peso fino a 61 g.

### Caratteristiche craniche e dentarie
Il cranio è corto, largo e privo della costrizione inter-orbitale. Le ossa nasali si estendono ben oltre la linea degli incisivi superiori. Le creste sopra-orbitali sono ben sviluppate. La bolla timpanica è di proporzioni moderate. I molari sono alquanto larghi.
Sono caratterizzati dalla seguente formula dentaria:

### Aspetto
Sono caratterizzati dalla presenza di una striscia scura lungo la spina dorsale. Nella specie Hybomys trivirgatus le strisce sono tre. I piedi sono sottili, con il quinto dito molto ridotto, a malapena più lungo dell'alluce. Il mignolo della mano è moderato. Il pollice è piccolo e munito di un'unghia smussata. Sono presenti 5 cuscinetti ben sviluppati e uno rudimentale sulla pianta dei piedi, mentre sul palmo delle mani ci sono 6 tubercoli ben distinti. La coda è ricoperta fittamente di peli. Le femmine hanno due paia di mammelle inguinali. Alcune specie hanno un paio di mammelle pettorali aggiuntive.

## Distribuzione
Questo genere è diffuso nell'Africa subsahariana.

## Tassonomia
Il genere comprende 6 specie.
- Sottogenere Hybomys - Sono presenti mammelle pettorali.
  - Hybomys badius
  - Hybomys basilii
  - Hybomys lunaris
  - Hybomys univittatus
- Sottogenere Typomys - Sono privi di mammelle pettorali.
  - Hybomys planifrons
  - Hybomys trivirgatus